# Tsuruoka
Tsuruoka (鶴岡市 Tsuruoka-shi?) es una ciudad localizada en la prefectura de Yamagata, Japón. En junio de 2019 tenía una población de 123.787 habitantes y una densidad de población de 94,4 personas por km². Su área total es de 1.311,53 km².

## Geografía

### Municipios circundantes
- Prefectura de Yamagata
  - Sakata
  - Shōnai
  - Nishikawa
  - Mikawa
- Prefectura de Niigata
  - Murakami

## Demografía
Según datos del censo japonés, la población de Tsuruoka ha disminuido en los últimos años.
| Año del censo | Población |
| ------------- | --------- |
| 1995          | 149.509   |
| 2000          | 147.546   |
| 2005          | 142.384   |
| 2010          | 136.623   |
| 2015          | 129.652   |